# Lưu Phúc Thông
Lưu Phúc Thông (giản thể: 刘福通; phồn thể: 劉福通; bính âm: Liú Fútōng, 1320-1367), người Tây Lưu Doanh, Dĩnh châu, phủ Nhữ Ninh, thủ lĩnh trên thực tế của phong trào khởi nghĩa Khăn Đỏ ở miền bắc Trung Quốc vào cuối đời Nguyên. Ông tuyên bố mình là hậu duệ của danh tướng Lưu Quang Thế thời Bắc Tống. Còn trong Anh liệt truyện (英烈传) nói rằng ông là cháu nhiều đời của Hán Cao Tổ Lưu Bang.

## Buổi đầu khởi nghĩa
Ông sinh ra trong một gia đình giàu có, từ nhỏ đã đi theo Bạch Liên giáo, trở thành Giáo thủ ở Dĩnh châu, từng nhiệm chức Tuần kiểm của trấn Chu Cao. Năm Chí Chính thứ 11 (1351), ông liên kết Giáo thủ ở Vĩnh Niên là Hàn Sơn Đồng mưu tính khởi nghĩa. Sơn Đồng tự xưng là cháu 8 đời của Tống Huy Tông, Phúc Thông tự xưng là hậu duệ danh tướng Lưu Quang Thế nhà Nam Tống, tuyên bố khởi nghĩa đánh đuổi giặc Mông Nguyên, khôi phục lại nhà Tống.
Sự việc bại lộ, quan quân bắt giết Sơn Đồng. Phúc Thông soái nghĩa quân xông ra khỏi vòng vây, vào ngày 3 tháng 5 (tức 28 tháng 5) đánh chiếm Dĩnh châu, cuộc khởi nghĩa Khăn Đỏ chính thức bùng nổ.

## Phát triển lực lượng
Không đầy 1 tuần, người hưởng ứng đã lên đến mấy vạn . Triều đình lập tức mệnh cho những quan viên coi sóc dân công trị sông là Đồng Tri Xu mật viện sự Hách Tư, Ngốc Xích lãnh 6000 quân A Tốc (còn gọi là A Tốc Đặc, phiên âm La Tinh tiếng Mông Cổ là Asud) cùng các cánh quân người Hán của Hà Nam hành tỉnh Từ Tả Thừa đi dẹp nghĩa quân. Hách Tư lâm trận bỏ trốn, lại thêm người A Tốc không quen thủy thổ, bệnh chết quá nửa. Quan quân không đánh tự tan. Triều đình trị tội mà giết chết Từ Tả Thừa, còn Hách Tư tử trận ở Thượng Thái.
Tháng 6, Phúc Thông thừa thắng chiếm cứ Chu Cao , đánh phá La Sơn, Chân Dương, Xác Sơn, tấn công các nơi Vũ Xương, huyện Diệp,... Tháng 9, ông đánh hạ phủ Nhữ Ninh, Tức Châu, Quang Châu , lực lượng phát triển lên đến 10 vạn. Nguyên Thuận đế lấy em trai của Hữu thừa tướng Thoát Thoát là Ngự sử đại phu Dã Tiên Thiếp Mộc Nhi làm Tri xu mật viện sự, cùng Vệ vương Khoan Triệt Ca soái hơn 10 vạn quân đi trấn áp. Tháng 10, phái thêm Tri xu mật viện sự Lão Chương tăng viện. Tháng 12, quan quân hạ được Thượng Thái, bắt được tướng lãnh nghĩa quân là Hàn Giảo Nhi, giải về kinh xử tử. Giang Chiết bình chương Giáo Hóa, Tế Ninh lộ tổng quản Đổng Đoàn Tiêu Chi cũng hạ được An Phong .
Tháng giêng năm thứ 12 (1352), bộ tướng của Phúc Thông là Hàn Ngột Nô Hãn đột vây tiến đến Hà Bắc, tấn công Đông Minh. Tháng 2, ông ta hạ được 2 châu Hoạt, Tuấn, tiến hạ Khai Châu , xuất hiện quang cảnh "áo đỏ khắp nơi, tiếng hô vang dội" . Chưa được bao lâu, nghĩa quân thất bại, Hàn Ngột Nô Hãn bị bắt. Tháng 3, Hà Nam hành tỉnh bình chương Thái Bất Hoa hạ được Nhữ Ninh, Tri hành xu mật viện sự Củng Bặc Ban soái mấy vạn thị vệ người Hán, người Thát Đát đồn trú bên bờ sông Sa thuộc Nhữ Ninh, bọn họ ngày đêm say sưa tửu sắc, Phúc Thông thừa cơ tập kích, Củng Bặc Ban tử trận, quan quân lui về Hạng Thành. Triều đình mệnh Dã Tiên Thiếp Mộc Nhi làm Tổng binh, soái 30 vạn tinh binh, mang theo "vàng bạc gấm vóc mấy ngàn cỗ xe" . Dã Tiên Thiếp Mộc Nhi đóng quân ở sông Sa. Trong đêm quan quân vô cớ hoảng hốt, Dã Tiên bỏ hết khí giới, quân tư, lương thảo, xe cộ, thu nhặt mấy vạn tàn binh chạy đến Khai Phong, sau đó đóng ở trấn Chu Tiên.

## Kiến lập chính quyền
Tháng 3 nhuận năm thứ 12 (1352) đến đầu năm thứ 15 (1355), quan quân kết hợp địa chủ vũ trang gây ra cho phong trào khởi nghĩa vô vàn khó khăn. Nhưng sau cái chết oan ức của Thoát Thoát, tình thế thay đổi theo hướng có lợi, vào tháng 2 năm thứ 15 (1355), Phúc Thông tìm được con trai Hàn Sơn Đồng là Hàn Lâm Nhi ở trại Giáp Hà, núi Nãng, đón về Bạc Châu; kiến lập chính quyền, đặt quốc hiệu là Tống, đổi niên hiệu là Loan Phượng, đưa Lâm Nhi lên ngôi, xưng là "Tiểu Minh vương". Đỗ Tuân Đạo, Thịnh Văn Úc làm Thừa tướng, La Văn Tố, Lưu Phúc Thông nhiệm Bình chương, em trai ông là Lưu Lục nhiệm Tri xu mật viện sự, tôn vợ của Sơn Đồng là Dương thị làm Thái hậu.
Chưa được bao lâu, Phúc Thông đố kỵ Tuân Đạo được sủng tín, tìm cớ giết chết ông ta, tự nhiệm Thừa tướng, được gia phong Thái bảo, trở thành người lãnh đạo trên thực tế của chính quyền nông dân Tống, cũng là tổng chỉ huy của quân Khăn Đỏ phương bắc.

## Cao trào khởi nghĩa
Tháng 6, triều đình lấy Hà Nam hành tỉnh bình chương Đáp Thất Bát Đô Lỗ làm tổng chỉ huy quân đội, bị Phúc Thông trước sau đánh bại ở Trường Cát , Trung Mưu. Quân Khăn Đỏ vượt Hoàng Hà, miền bắc chấn động. Tháng 12, quan quân đánh bại Phúc Thông ở Thái Khang, tiến vây Bạc Châu. Ông dời Tiểu Minh vương đến An Phong.
Tháng 3 năm thứ 16 (1356), Phúc Thông đẩy lui quan quân, Bạc Châu được yên.
Tháng 6, Phúc Thông soái quân tấn công Biện Lương, nhằm phân tán binh lực của quan quân, từ tháng 9 năm thứ 16 đến mùa hạ năm thứ 17 (1357), Phúc Thông tổ chức 3 lộ quân bắc phạt: quân Đông lộ do Mao Quý soái lãnh, từng đến Táo Lâm, Liễu Lâm , khiến cho Đại Đô kinh động; quân Tây lộ do Bạch Bất Tín, "Đại đao ngao", Lý Hỷ Hỷ đi Quan Trung; quân Trung lộ do "Quan tiên sanh" Quan Đạc, "Phá đầu phan" Phan Thành, Phùng Trường Cữu, Sa Lưu Nhị, Vương Sĩ Thành đi Hà Bắc, Sơn Tây.
Tháng 5 năm thứ 18 (1358), Phúc Thông hạ được Biện Lương, dời Tống đô về đấy.

## Biện Lương thất thủ
Năm thứ 18 (1358), quan quân phá Tào Châu, cắt đứt liên hệ giữa chính quyền Tống với quân Khăn Đỏ ở Sơn Đông. Đầu năm thứ 19 (1359), Bột La Thiếp Mộc Nhi trú thủ Đại Đồng, cắt đứt liên hệ giữa chính quyền Tống với quân Khăn Đỏ Trung lộ. Quân Tây lộ bị bọn Sát Hãn Thiếp Mộc Nhi đánh bại, tan chạy vào Thục, lại thêm Sát Hãn Thiếp Mộc Nhi đưa trọng binh trú thủ Mẫn Trì, Lạc Dương, chuẩn bị tấn công Biện Lương. Chính quyền Tống rơi vào thế bị cô lập.
Tháng 5 năm thứ 19 (1359), Sát Hãn Thiếp Mộc Nhi chia quân mấy lộ cùng tiến, bao vây Biện Lương. Tháng 8, thành vỡ, Phúc Thông đưa Tiểu Minh vương đột vây chạy đến An Phong. Quan quân bắt được vợ của Lâm Nhi cùng quan viên, gia thuộc của quân Khăn Đỏ đến mấy vạn người.

## Kết cục tranh cãi
Tháng 2 năm thứ 23 (1363), Trương Sĩ Thành sai bộ tướng Lữ Trân tập kích An Phong. Tiểu Minh vương, Phúc Thông cầu cứu Chu Nguyên Chương, Nguyên Chương đích thân soái đại quân đi cứu, nhưng chưa đến thì thành đã vỡ.
Kết cục của Lưu Phúc Thông có 2 thuyết:
1. Tử trận khi thành An Phong thất thủ
Cao Đại - Hồng du lục, quyển 2, "Tống sự thủy mạt" chép: "Trương Sĩ Thành sai tướng là Lữ Trân soái binh đánh An Phong, Phúc Thông sai sứ đến Kiến Khang cầu cứu, Thượng (tức Chu Nguyên Chương) tự soái chư tướng đi cứu. Chưa đến, Lữ Trân phá được An Phong, giết Phúc Thông, chiếm cứ thành trì. Tháng 3, Thượng đến An Phong đánh Lữ Trân, đại phá được, Trân bỏ thành chạy. Thượng đưa Tống chủ Hàn Lâm Nhi về Kim Lăng."
Quan điểm này được Cốc Ứng Thái - Minh sử kỷ sự bản mạt, quyển 4, "Thái tổ bình Ngô", Thiệu Nguyên Bình - Nguyên sử loại biên, Hạ Tiếp - Minh thông giám, Tất Nguyên - Tục Tư trị thông giám, Tiền Bá Tán - Trung Quốc sử cương yếu, Khâu Thụ Sâm - Nguyên triều sử thoại tán đồng.
2. Chết đuối cùng với Tiểu Minh vương Hàn Lâm Nhi
Quyền Hành - Canh Thân ngoại sử chép Lưu Phúc Thông cùng Hàn Lâm Nhi chết đuối khi chìm thuyền trên đường về Ứng Thiên  vào năm thứ 26 (1366): "Tiểu Minh vương cùng Lưu thái bảo đến bến đò Qua Châu , gặp sóng gió lật thuyền, Lưu thái bảo, Tiểu Minh vương cùng mất."
Kỷ Quân (tổng biên) - Tứ khố toàn thư tổng mục nhận xét "lời của Canh Thân ngoại sử hợp với Nguyên sử". Ngô Hàm khi viết Chu Nguyên Chương truyện cũng dùng thuyết này.

## Đánh giá
Minh sử đánh giá về Hàn Lâm Nhi: "Lâm Nhi chẹn ngang Trung Nguyên, thả quân giày xéo, chận lấp Giang, Hoài hơn 10 năm... Đế vương (chỉ Minh Thái Tổ) lập nghiệp, ắt có vốn liếng của người đi trước. Ôi, là ngẫu nhiên vậy!". Lời này thực ra là dành cho Lưu Phúc Thông.